# Louis Arnauldet
Louis Arnauldet est un homme politique français né le 6 mars 1792 à Niort (Deux-Sèvres) et mort le 10 juin 1873 à Niort.

## Biographie
Avocat à Niort de 1813 à 1819, il devient ensuite substitut à Civray, puis à Fontenay-le-Comte. Il est président du tribunal de Niort en 1833. Conseiller municipal de Niort, il est député des Deux-Sèvres de 1839 à 1842, siégeant dans la majorité soutenant les ministères de la Monarchie de Juillet.

## Sources
- « Dictionnaire des parlementaires français de 1789 à 1889 (Adolphe Robert, Edgar Bourloton et Gaston Cougny) », sur gallica BNF (consulté le 4 janvier 2014)